# Mickey Mouse (jeu vidéo, 1991)
Pour les articles homonymes, voir Mickey.
Mickey Mouse, ou Mickey Mouse II (ミッキーマウスII) au Japon, est un jeu vidéo d'action et de réflexion mettant en scène  Mickey, personnage emblématique de Disney. Le jeu fut édité par Kemco sur Game Boy en 1991.
Le jeu est sorti sous une autre licence en Amérique du Nord : Les Looney Tunes appartenant à la Warner Bros.. Il est titré The Bugs Bunny Crazy Castle 2, et à la place de Mickey, on retrouve le célèbre lapin Bugs Bunny.
Le 13 septembre 1995 en Europe, sort une troisième version utilisant encore une fois une autre licence. Cette version est titrée Hugo .